# Wolfgang Schlüter (Anthropologe)
Wolfgang Schlüter (* 22. August 1943; † 17. Februar 2021) war ein deutscher Anthropologe.

## Leben
Wolfgang Schlüter studierte Philosophie, Psychologie, Soziologie und Pädagogik bei Michael Marlet, Pio Sbyndi und Viktor Frankl in Innsbruck, bei Paul Ricœur und Henri Dubarle in Paris und bei Walter Schulz, Ernst Bloch und Otto Friedrich Bollnow in Tübingen. Er wurde 1971 mit der Arbeit Paul Tillichs Begriff von Philosophie und seine Auswirkungen auf die religionsphilosophische Vermittlungsfrage an der Universität Innsbruck zum Doktor der Philosophie promoviert, war anschließend bis 1977 Dozent für Anthropologie und Sozialphilosophie an der Katholischen Fachhochschule Nordrhein-Westfalen (KFH NW, später KatHo NRW) und Professor für Philosophische Anthropologie, Politische Philosophie und Ethik an der KatHo NRW in Aachen. Von 1985 bis 1989 war er Dekan der Abteilung Aachen der KatHo NRW. Sein Forschungsschwerpunkt war die Ethik der Sozialen Arbeit. Daneben war er in der Jugendarbeit, Obdachlosenarbeit und Erwachsenenbildung tätig.

## Schriften
- Sozialphilosophie für helfende Berufe. Reinhardt, München 1983, ISBN 3-497-01039-1.
- Immanuel Kant. Deutscher Taschenbuch-Verlag, München 1999, ISBN 3-423-31014-6.